# Mendoza
För andra betydelser, se Mendoza (olika betydelser).
Mendoza är en stad i västra Argentina, och är huvudstad för Mendozaprovinsen. Den är centrum för landets viktigaste frukt- och vindistrikt. I staden finns också ett oljeraffinaderi. Centralorten har lite mer än 100 000 invånare, medan hela storstadsområdet Gran Mendoza (där bland annat Guaymallén, Godoy Cruz och Las Heras ingår) hade cirka 940 000 invånare vid folkräkningen 2010.
Mendoza grundades av spanjorerna 1561.

Karta över Mendozas storstadsområde, Gran Mendoza. Förorterna Godoy Cruz, Guaymallén och Las Heras är betydligt folkrikare än centrala Mendoza.

Stadens flygplats Aeropuerto Internacional de Mendoza ligger 8 km nordöst om centrum.

### Fotnoter
1. 1 2  Instituto Nacional de Estadística y Censos; Puntos de localidades censales (zip, shapefile) Arkiverad 13 november 2015 hämtat från the Wayback Machine. Dataset med kartor och tillhörande statistik. Läst 23 oktober 2016.
2. ↑  Instituto Nacional de Estadística y Censos; Códigos de las unidades geográficas utilizadas en el Censo Nacional de Población, Hogares y Viviendas 2010 (pdf-fil) Arkiverad 20 oktober 2018 hämtat från the Wayback Machine. Sammanlagd folkmängd i de sex orter som ingår i Gran Mendoza. Läst 23 oktober 2016.